# 北九州向日葵
北九州向日葵（日语：ギラヴァンツ北九州）是一個日本的職業足球隊，主場設在福岡縣北九州市。前名北九州新浪，於2009年1月1日起改名。2009年，在日本足球聯賽奪得升級資格，2010年在J2出賽，2014年日乙獲得了歷史最佳戰績第5名。

## 歷史
成立於1947年，是由三菱化學中的黑崎工廠人員組成。剛開始大多參加地方聯賽，成為北九州代表。他們的對手是同城的八幡製鐵。
自2001年起，他們開始從地方崛起。2007年，在日本全國足球區域決勝大會上奪得第二名，並取得日本足球聯賽參賽權。2008年1月，遞出了加入日職聯成員，於2008年2月19日的會議通過。
2009年4月1日，由於商標權爭議，決定改名。2009年10月2日，確定新名為北九州前進葵花，來自義大利文Girasole和Avanzare，意思是向日葵以及向前邁進。
2009年11月23日，客場2比1擊敗高崎藝術後，確定拿下前四名，也意味著升級至J2。

2014年日乙球季，他們的表現有很大突破，以創球會史上成績的第5名完成球季，由於進入前6名本應能參與升班附加賽，但他們由於未有J1牌照而未能參戰。

## 外部連結
- （日語）北九州向日葵官方網站 （页面存档备份，存于）
- （日語）北九州新浪官方網站 （页面存档备份，存于）
- （日語）北九州足球俱樂部官方網站 球會組織和下屬球隊